# Danh sách ngoại hành tinh được phát hiện năm 2020
Danh sách những ngoại hành tinh được phát hiện năm 2020 là danh sách các ngoại hành tinh đã được quan sát vào năm 2020. Ngoại hành tinh Siêu Trái Đất được tìm thấy trong năm này như hành tinh OGLE-2018-BLG-0677Lb, Kepler-1649c,...

## Danh sách
Có hàng trăm hành tinh được phát hiện chưa có lời giải như:
| Tên                   | Chòm sao       | Khối lượng (MJ)          | Bán kính (RJ)           | Chu kỳ (ngày)                  | Bán trục lớn (AU)        | Nhiệt độ (K)      | Phương pháp phát hiện | Khoảng cách (ly)     | Khối lượng của sao chủ (M☉) | Nhiệt độ sao chủ (K) | Ghi chú |
| --------------------- | -------------- | ------------------------ | ----------------------- | ------------------------------ | ------------------------ | ----------------- | --------------------- | -------------------- | --------------------------- | -------------------- | --- |
| 2MASS J1155-7919 b    | Yển Diên       | 10                       |                         |                                | 582                      |                   | Hình ảnh trực tiếp    | 330                  |                             |                      | Siêu Sao Mộc rất trẻ trên quỹ đạo rộng bất thường. |
| HD 38677 b            | Lạp Hộ         |                          |                         | 18,57± 0,01                    | 0,1462± 0,0012           | 877               | Vận tốc xuyên tâm     | 202,2169± 3,261564   | 1,21± 0,03                  | 6196± 29             | DMPP-1 được tìm thấy bởi Dự án Hành tinh Vật chất Phân tán nhằm tìm kiếm các hành tinh nóng chảy.                                                                   |
| HD 38677 c            | Lạp Hộ         |                          |                         | 6,584+0,003 −0,002             | 0,0733+0,0006 −0,0007    | 1239              | Vận tốc xuyên tâm     | 202,2169± 3,261564   | 1,21± 0,03                  | 6196± 29             | DMPP-1 được tìm thấy bởi Dự án Hành tinh Vật chất Phân tán nhằm tìm kiếm các hành tinh nóng chảy, Cộng hưởng quỹ đạo 2:1 của quá cảnh hành tinh chưa được xác nhận. |
| HD 38677 d            | Lạp Hộ         |                          |                         | 2,882± 0,001                   | 0,0422+0,0004 −0,0003    | 1632              | Vận tốc xuyên tâm     | 202,2169± 3,261564   | 1,21± 0,03                  | 6196± 29             | DMPP-1 được tìm thấy bởi Dự án Hành tinh Vật chất Phân tán nhằm tìm kiếm các hành tinh nóng chảy.                                                                   |
| HD 38677 e            | Lạp Hộ         |                          |                         | 5,516+0,002 −0,004             | 0,0651± 0,0005           | 1314              | Vận tốc xuyên tâm     | 202,2169± 3,261564   | 1,21± 0,03                  | 6196± 29             | DMPP-1 được tìm thấy bởi Dự án Hành tinh Vật chất Phân tán nhằm tìm kiếm các hành tinh nóng chảy.                                                                   |
| HD 11231 b            | Thiên Lô       | 0,426+0,038 −0,052       |                         | 5,2072+0,0002 −0,0055          | 0,0664± 0,0005           | 1000              | Vận tốc xuyên tâm     | 437,0495± 13,04625   | 1,44± 0,03                  | 6500± 100            | DMPP-1 được tìm thấy bởi Dự án Hành tinh Vật chất Phân tán nhằm tìm kiếm các hành tinh nóng chảy.                                                                   |
| HD 42936 Ab           | Sơn Án         | 2,58+0,35 −0,58          |                         | 6,6732+0,0011 −0,0003          | 0,0662± 0,0013           | 854               | Vận tốc xuyên tâm     | 159,4905± 1,956938   | 0,87± 0,05                  | 5138± 99             | DMPP-1 được tìm thấy bởi Dự án Hành tinh Vật chất Phân tán nhằm tìm kiếm các hành tinh nóng chảy.                                                                   |
| EPIC 249893012 b      | Thiên Bình     | 0,02753± 0,00343         | 0,174± 0,008            | 3,5951± 0,0003                 | 0,047+0,005 −0,007       | 1616+150 −80      | Quá cảnh              | 1059,03± 13,69857    | 1,05± 0,05                  | 5430± 85             | [ 5 ] |
| EPIC 249893012 c      | Thiên Bình     | 0,04616± 0,00595         | 0,3274+0,0152 −0,0125   | 15,624± 0,001                  | 0,13+0,01 −0,02          | 990+68 −29        | Quá cảnh              | 1059,03± 13,69857    | 1,05± 0,05                  | 5430± 85             | [ 5 ] |
| EPIC 249893012 d      | Thiên Bình     | 0,03203+0,00774 −0,00761 | 0,3515± 0,0116          | 35,747± 0,005                  | 0,22+0,02 −0,04          | 752+69 −37        | Quá cảnh              | 1059,03± 13,69857    | 1,05± 0,05                  | 5430± 85             | [ 5 ] [ 6 ] |
| G 9-40 b              | Cự Giải        |                          | 0,1807                  | 5,746007                       | 0,0385                   | 456               | Quá cảnh              | 91,1                 | 0,290                       | 3348                 | [ 7 ] |
| Gliese 180 d          | Ba Giang       | 7,56± 1,07               |                         | 106,341+0,261 −0,34            | 0,31+0,024 −0,029        |                   | Vận tốc xuyên tâm     | 39,96± 0,01          | 0,43                        | 3371                 | [ 8 ] |
| Gliese 229 Ac         | Thiên Thố      | 0,025                    |                         | 122,005+0,364 −0,382           | 0,339+0,024 −0,029       |                   | Vận tốc xuyên tâm     | 18,78± 0,004         | 0,58                        | 3564                 | [ 9 ] [ 10 ] |
| Gliese 433 d          | Trường Xà      | 0,019                    |                         | 36,052+0,045 −0,031            | 0,178+0,013 −0,015       |                   | Vận tốc xuyên tâm     | 29,57± 0,01          | 0,48                        | 3600                 | [ 11 ] [ 12 ] |
| Gliese 1061 b         | Thời Chung     | 0,00431+0,00050 −0,00047 |                         | 3,204± 0,001                   | 0,021± 0,001             |                   | Vận tốc xuyên tâm     | 11,98± 0,003         | 0,12± 0,01                  | 2953± 98             | [ 13 ] |
| Gliese 1061 c         | Thời Chung     | 0,00547± 0,00072         |                         | 6,689± 0,005                   | 0,035± 0,001             |                   | Vận tốc xuyên tâm     | 11,98± 0,003         | 0,12± 0,01                  | 2953± 98             | [ 14 ] |
| Gliese 1061 d         | Thời Chung     | 0,00516+0,00076 −0,00072 |                         | 13,031+0,025 −0,032            | 0,054± 0,001             |                   | Vận tốc xuyên tâm     | 11,98± 0,003         | 0,12± 0,01                  | 2953± 98             | [ 15 ] |
| Gliese 1252 b         | Viễn Vọng Kính | 0,00658± 0,00176         | 0,1064± 0,0066          | 0,5182349+0,0000063 −0,0000050 | 0,00916± 0,00076         | 1089± 69          | Quá cảnh              | 66,49± 0,06          | 0,381± 0,019                | 3458+140 −133        | [ 16 ] |
| Gliese 3082 b         | Phượng Hoàng   | 0,02759+0,011 −0,01334   |                         | 11,949± 0,022                  | 0,079+0,006 −0,007       |                   | Vận tốc xuyên tâm     | 54,2                 | 0,47                        |                      | [ 17 ] |
| HATS-47b              | Viễn Vọng Kính | 0,369                    | 1,117                   | 3,9228                         |                          | 852,9             | Quá cảnh              | 984,01± 6,20         | 0,674                       |                      | [ 18 ] |
| HATS-48Ab             | Khổng Tước     | 0,243                    | 0,800                   | 3,1317                         | 0,03769± 0,00011         | 954,6             | Quá cảnh              | 865                  | 0,7279                      | 4546,0+23 −18        | [ 18 ] [ 19 ] |
| HATS-49b              | Phượng Hoàng   | 0,353                    | 0,765                   | 4,1480                         |                          | 834,8             | Quá cảnh              | 1058,70± 7,18        | 0,7133                      |                      | [ 18 ] |
| HATS-72b              | Bảo Bình       | 0,1254                   | 0,7224                  | 7,3279                         |                          | 739,3             | Quá cảnh              | 416,37± 1,70         | 0,7311                      |                      | [ 18 ] |
| HD 80653 b            | Cự Giải        | 0,0176± 0,0014           | 0,1439± 0,0063          | 0,719573± 0,000021             | 0,0166± 0,0003           |                   | Quá cảnh              | 358,1197± 2,641867   | 1,18± 0,04                  |                      | [ 20 ] |
| HD 285507 b           | Kim Ngưu       | 0,92± 0,03               |                         | 6,0962± 0,0002                 |                          |                   | Vận tốc xuyên tâm     | 153                  | 0,73± 0,03                  | 4503+85 −61          | Thành viên của Cụm sao Hyades, nghi ngờ từ năm 2013 |
| HIP 65A b             | Phượng Hoàng   | 3,213± 0,078             | 2,03+0,61 −0,49         | 0,9809761+0,000037 −0,000034   | 0,01782± 0,00021         | 1411± 15          | Quá cảnh              | 201,85818± 0,2609251 | 0,781± 0,027                | 4590± 49             | Một sao Mộc chu kỳ cực ngắn quay quanh một ngôi sao lùn K4 sáng (V = 11,1 mag).                                                                                     |
| KELT-2019-BLG-1953 b  | Cung Thủ       | 0,59+0,71 −0,32          |                         |                                | 0,8+0,9 −0,6             |                   | Thấu kính hấp dẫn     | 23000+3600 −4300     | 0,31+0,37 −0,17             |                      | [ 26 ] [ 27 ] |
| KELT-2019-BLG-1953 c  | Cung Thủ       | 0,28+0,35 −0,15          |                         |                                | 0,8+0,9 −0,7             |                   | Thấu kính hấp dẫn     | 23000+3600 −4300     | 0,31+0,37 −0,17             |                      | [ 27 ] [ 28 ] |
| Kepler-1661(AB) b     | Thiên Cầm      | 0,053± 0,038             | 0,345± 0,005            | 175,06± 0,06                   | 0,633± 0,005             | 243               | Quá cảnh              | 1355,26± 9,56        | 0,841± 0,022                | 5100± 100            | [ 29 ] [ 30 ] |
| L 168-9b              | Đỗ Quyên       | 0,0145± 0,00176          | 0,124± 0,008            | 1,4015± 0,00018                | 0,02091± 0,00024         | 816± 160          | Quá cảnh              | 82,02833± 0,07827753 | 0,62± 0,03                  | 3800± 70             | [ 31 ] |
| OGLE-2018-BLG-0677L b | Cung Thủ       | 0,0125+0,0185 −0,0084    |                         |                                | 0,68+0,27 −0,22          |                   | Thấu kính hấp dẫn     | 27000± 3500          | 0,12+0,14 −0,08             |                      | [ 32 ] |
| TOI-132 b             | Thiên Hạc      | 0,07048+0,00598 −0,00604 | 0,305± 0,012            | 2,1097019+0,000012 −0,000011   | 0,026+0,002 −0,003       | 1395+52 −72       | Quá cảnh              | 536,43± 89,11        | 0,970± 0,06                 | 5397± 46             | [ 33 ] |
| TOI-257b              | Thời Chung     | 0,134± 0,023             | 0,626± 0,013            | 18,38827± 0,00072              | 0,1523± 0,0017           | 1033± 19          | Quá cảnh              | 251,37± 0,065        | 1,38+0,056 −0,009           | 6075± 90             | Sao chủ còn được gọi là HD 19916. |
| TOI-700 b             | Kiếm Ngư       | 0,00406+0,003 −0,00116   | 0,0901+0,00839 −0,00776 | 9,97701+0,00024 −0,00028       | 0,0637+0,0064 −0,006     |                   | Quá cảnh              | 101,5                | 0,416± 0,01                 | 3480± 135            | [ 37 ] |
| TOI-700 c             | Kiếm Ngư       | 0,0249+0,0085 −0,0057    | 0,2346+0,0214 −0,0205   | 16,051998+0,000089 −0,000092   | 0,0925+0,0088 −0,0083    |                   | Quá cảnh              | 101,5                | 0,416± 0,01                 | 3480± 135            | [ 37 ] |
| TOI-700 d             | Kiếm Ngư       | 0,00711+0,0022 −0,00164  | 0,1062± 0,0098          | 37,426+0,0007 −0,001           | 0,163± 0,015             | 295± 55           | Quá cảnh              | 101,5                | 0,416± 0,01                 | 3480± 135            | Hành tinh có kích thước Trái Đất đầu tiên được phát hiện bởi TESS                                                                                                   |
| TOI-732 b             | Trường Xà      | 0,098                    | 0,119                   | 0,7683881                      | 0,012                    | 892               | Quá cảnh              | 72                   | 0,379                       | 3360                 | Quay xung quanh ngôi sao chính của hệ sao đôi LDS 3977 |
| TOI-732 c             | Trường Xà      | 0,027                    | 0,205                   | 12,25                          | 0,07673                  | 323               | Quá cảnh              | 72                   | 0,379                       | 3360                 | Quay xung quanh ngôi sao chính của hệ sao đôi LDS 3977 |
| TOI-813 b             | Kiếm Ngư       |                          | 0,599± 0,034            | 83,8911+0,0027 −0,0031         | 0,423+0,031 −0,037       | 610+28 −21        | Quá cảnh              | 864,8192± 5,156379   | 1,32± 0,06                  | 5907± 150            | [ 41 ] |
| TOI-1338 b            | Hội Giá        |                          | 0,616                   | 94,5                           |                          | 724               | Quá cảnh              | 1301                 |                             |                      | Hành tinh tròn đầu tiên được phát hiện bởi TESS |
| TOI-1339 b            | Thiên Long     |                          | 0,301                   | 8,880411                       | 0,089                    | 778+58 −41        | Quá cảnh              | 175                  | 0,92                        | 5400                 | [ 43 ] |
| TOI-1339 c            | Thiên Long     |                          | 0,287                   | 28,58060                       | 0,178                    | 550± 45           | Quá cảnh              | 175                  | 0,92                        | 5400                 | [ 43 ] |
| TOI-1339 d            | Thiên Long     |                          | 0,282                   | 38,3561                        | 0,216                    | 499+12 −11        | Quá cảnh              | 175                  | 0,92                        | 5400                 | [ 43 ] |
| USco1621 b            | Thiên Yết      | 16                       |                         |                                | 2880                     | 2270              | Hình ảnh trực tiếp    | 450                  | 0,36                        | 3460                 | [ 44 ] |
| USco1556 b            | Thiên Yết      | 15                       |                         |                                | 3500                     | 2240              | Hình ảnh trực tiếp    | 459                  | 0,33                        | 3410                 | [ 44 ] |
| XO-7b                 | Thiên Long     | 0,709                    | 1,373                   | 2,8641424                      | 0,04421                  | 1743              | Quá cảnh              | 763                  | 1,405                       | 6250                 | [ 45 ] |
| LHS 1815 b            | Hội Giá        | 0,0132± 0,0047           | 0,0971± 0,005           | 3,81433± 0,00003               | 0,0404± 0,0094           | 617± 84           | Quá cảnh              | 97                   | 0,502                       | 3643± 142            | [ 46 ] [ 47 ] |
| TOI-157 b             | Sơn Án         | 1,18± 0,13               | 1,29± 0,02              | 2,0845435± 0,0000023           | 0,03138+0,00025 −0,00020 | 1588+21 −20       | Quá cảnh              | 1171                 | 0,948+0,023 −0,018          | 5404+70 −67          | [ 23 ] |
| TOI-169 b             | Thủy Xà        | 0,791+0,064 −0,06        | 1,086+0,081 −0,048      | 2,2554477± 0,0000063           | 0,03524+0,00069 −0,00079 | 1715+22 −20       | Quá cảnh              | 1345                 | 1,147+0,069 −0,075          | 5880+54 −49          | [ 23 ] |
| TOI-849 b             | Thiên Lô       | 0,128± 0,008             | 0,308+0,014 −0,011      | 0,7655240± 0,0000027           | 0,01598± 0,00013         | 1800              | Quá cảnh              | 735                  | 0,929± 0,023                | 5329± 48             | Hành tinh thuộc Sa mạc sao Hải Vương |
| HD 95338 b            | Thuyền Phàm    | 0,124+0,019 −0,013       | 0,355+0,008 −0,007      | 55,086+0,018 −0,019            | 0,231+0,005 −0,009       | 402+6 −9          | Quá cảnh              | 120                  | 0,76+0,16 −0,1              | 5212+16 −11          | [ 49 ] |
| HD 332231 b           | Thiên Nga      | 0,244± 0,021             | 0,867+0,027 −0,025      | 18,71204± 0,00043              | 0,1436+0,0032 −0,0033    | 876± 17           | Quá cảnh              | 262                  | 1,127± 0,077                | 6089+97 −96          | TOI 1456 |
| TOI-1130 b            | Bắc Miện       |                          | 0,3256± 0,009           | 4,066499± 0,000046             | 0,04394+0,00035 −0,00038 | 876± 17           | Quá cảnh              | 190                  | 0,684+0,16 −0,17            | 4250± 67             | [ 51 ] [ 52 ] |
| TOI-1130 c            | Bắc Miện       | 0,974+0,043 −0,044       | 1,5+0,27 −0,22          | 8,350381± 0,000033             | 0,07098+0,00056 −0,0006  | 637± 12           | Quá cảnh              | 190                  | 0,684+0,16 −0,17            | 4250± 67             | [ 51 ] [ 53 ] |
| HD 78211 b            | Đại Hùng       | 0,032± 0,005             |                         | 24,45± 0,02                    | 0,141± 0,005             | 345               | Vận tốc xuyên tâm     | 20,658± 0,005        | 0,64± 0,07                  | 4005± 51             | [ 54 ] |
| WASP-150 b            | Thiên Long     | 8,46+0,28 −0,2           | 1,07+0,024 −0,025       | 5,644207+0,00003 −0,000004     | 0,0694+0,0011 −0,0008    | 1460± 11          | Quá cảnh              | 2422                 | 1,394+0,07 −0,049           | 6218+49 −45          | [ 55 ] |
| WASP-176 b            | Hải Đồn        | 0,855+0,072 −0,069       | 1,505+0,05 −0,045       | 3,899052± 0,00005              | 0,0535+0,001 −0,0019     | 1721+28 −21       | Quá cảnh              | 1883                 | 1,345+0,08 −0,13            | 5941+77 −79          | [ 55 ] |
| TOI-1235 b            | Đại Hùng       | 0,0217± 0,00025          | 0,155± 0,007            | 3,444729+0,000031 −0,000028    | 0,03845+0,00037 −0,0004  | 754± 18           | Quá cảnh              | 129                  | 0,640± 0,016                | 3872± 70             | Một hành tinh bị nghi ngờ trong hệ |
| OGLE-2017-BLG-0406 b  | Cung Thủ       | 0,41± 0,05               |                         |                                | 3,5± 0,3                 |                   | Thấu kính hấp dẫn     | 17000± 1600          | 0,56± 0,07                  | 4848                 | Sự kiện vi thấu kính (microlensing) có độ trung thực cao |
| TOI-421 b             | Thiên Thố      | 0,051+0,004 −0,003       | 0,461± 0,012            | 16,06815+0,00034 −0,00035      | 0,1182+0,0026 −0,0027    | 696,6± 12,2       | Quá cảnh              | 244,3± 1,9           | 0,852+0,029 −0,021          | 5325+78 −58          | Cũng trong hệ sao lùn đỏ là 2200 a.u. tách biệt |
| TOI-421 c             | Thiên Thố      | 0,0222± 0,0022           | 0,243± 0,017            | 5,19676+0,00049 −0,00048       | 0,0557+0,0012 −0,0013    | 1014,9+17,9 −17,6 | Quá cảnh              | 244,3± 1,9           | 0,852+0,029 −0,021          | 5325+78 −58          | Cũng trong hệ sao lùn đỏ là 2200 a.u. tách biệt |
| HD 108236 b           | Bán Nhân Mã    |                          | 0,1415± 0,0087          | 3,79523+0,00047 −0,00044       | 0,0469± 0,0017           | 1099+19 −18       | Quá cảnh              | 211                  | 0,97                        | 5730± 50             | [ 59 ] |
| HD 108236 c           | Bán Nhân Mã    |                          | 0,1845+0,0089 −0,0081   | 6,2037+0,00064 −0,00052        | 0,0651± 0,0024           | 932+17 −16        | Quá cảnh              | 211                  | 0,97                        | 5730± 50             | [ 59 ] |
| HD 108236 d           | Bán Nhân Mã    |                          | 0,2423± 0,0097          | 14,1756+0,001 −0,0011          | 0,1131± 0,004            | 708+13 −12        | Quá cảnh              | 211                  | 0,97                        | 5730± 50             | [ 59 ] |
| HD 108236 e           | Bán Nhân Mã    |                          | 0,279+0,012 −0,011      | 19,592± 0,002                  | 0,14± 0,0052             | 636+12 −11        | Quá cảnh              | 211                  | 0,97                        | 5730± 50             | [ 59 ] |
| WASP-148 b            | Vũ Tiên        | 0,291± 0,025             | 0,722± 0,055            | 8,80381± 0,000043              | 0,22± 0,063              | 940± 80           | Quá cảnh              | 809± 5               | 1,00± 0,08                  | 5460± 130            | [ 60 ] |
| WASP-148 c            | Vũ Tiên        | 0,397+0,203 −0,044       |                         | 34,515± 0,029                  | 0,359± 0,086             | 590± 50           | Vận tốc xuyên tâm     | 809± 5               | 1,00± 0,08                  | 5460± 130            | [ 60 ] |
| NGTS-11 b             | Kình Ngư       | 0,37± 0,14               | 0,823± 0,035            | 35,4553± 0,0002                | 0,201± 0,002             | 440± 40           | Quá cảnh              | 624± 6               | 0,862± 0,028                | 5050± 80             | [ 61 ] |
| HIP 67522 b           | Bán Nhân Mã    | 0,25                     | 0,894+0,048 −0,047      | 6,9596+0,000016 −0,000015      |                          | 1174± 21          | Quá cảnh              | 416± 4               | 1,22± 0,05                  | 5675± 75             | [ 62 ] |
| HD 63433 b            | Song Tử        | 0,017                    | ± 0,009                 | 7,10801+0,00046 −0,00034       | 0,0710+0,0033 −0,0041    |                   | Quá cảnh              | 73,08± 0,07          | 0,99± 0,03                  | 5640± 74             | [ 63 ] |
| HD 63433 c            | Song Tử        | 0,023                    | 0,238± 0,01             | 20,5455± 0,001                 | 0,1531+0,0074 −0,0092    |                   | Quá cảnh              | 73,08± 0,07          | 0,99± 0,03                  | 5640± 74             | [ 63 ] [ 64 ] |
| HD 164922 d           | Vũ Tiên        | 0,013± 0,003             |                         | 12,458± 0,003                  | 0,103± 0,003             |                   | Vận tốc xuyên tâm     | 72,1± 0,9            | 0,874± 0,012                | 5293± 32             | [ 65 ] |
| OGLE-2006-BLG-284 b   | Cung Thủ       | 0,45+0,14 −0,40          |                         |                                | 2,2± 0,8                 |                   | Thấu kính hấp dẫn     | 13000± 4900          | 0,35+0,3 −0,2               |                      | [ 66 ] |
| Wendelstein-1b        | Thiên Tiễn     | 0,59+0,17 −0,13          | 1,0314+0,00204 −0,021   | 2,663416± 0,000001             | 0,0282± 0,0009           | 1727+78 −90       | Quá cảnh              | 1004± 10             | 0,65± 0,1                   | 3984+152 −46         | [ 67 ] |
| Wendelstein-2b        | Thiên Tiễn     | 0,731+0,541 −0,311       | 1,1592± 0,0061          | 1,7522239± 0,0000008           | 0,0234± 0,0015           | 1852+120 −140     | Quá cảnh              | 1875± 20             | 0,73± 0,11                  | 4288+133 −111        | [ 67 ] |
| Kepler-160d           | Thiên Cầm      |                          | 0,170+0,015 −0,012      | 378,417+0,028 −0,025           | 1,089+0,037 −0,073       | 244,8+2,1 −2,9    | Quá cảnh              | 3140± 60             | 0,88                        | 5471+115 −37         | Lần quá cảnh tiếp theo là vào tháng 9 năm 2020 |
| EPIC 249631677b       | Thiên Bình     |                          | 0,085± 0,005            | 3,1443189± 0,0000049           | 0,0234                   | 460± 5            | Quá cảnh              | 185± 1               | 0,174± 0,004                | 3300± 30             | [ 69 ] |
| TOI-1266 b            | Thiên Long     |                          | 0,2193+0,074 −0,066     | 10,894879+0,00007 −0,00007     | 0,0745+0,0046 −0,0069    | 410+21 −15        | Quá cảnh              | 117,4± 1,0           | 0,437± 0,021                | 3563± 77             | [ 70 ] |
| TOI-1266 c            | Thiên Long     |                          | 0,1492+0,077 −0,095     | 18,80152+0,00054 −0,00067      | 0,1037+0,0026 −0,0025    | 347,1+7,9 −8      | Quá cảnh              | 117,4± 1,0           | 0,437± 0,021                | 3563± 77             | [ 70 ] |
| AU Microscopii b      | Hiển Vi Kính   | 0,18                     | 0,375                   | 8,46321± 0,00004               | 0,066                    |                   | Quá cảnh              | 32,3± 0,3            | 0,31                        | 3500± 100            | [ 71 ] [ 72 ] [ 73 ] |
| TOI-1728 b            | Lộc Báo        | 0,084+0,017 −0,016       | 0,450± 0,014            | 3,491510+0,000062 −0,000057    | 0,0391± 0,0009           | 767± 8            | Quá cảnh              | 198,2± 0,5           | 0,646+0,023 −0,022          | 3980+31 −32          | [ 74 ] |
| BD-11 4672 c          | Thuẫn Bài      | 0,048± 0,009             |                         | 74,2+0,06 −0,08                | 0,30± 0,01               |                   | Vận tốc xuyên tâm     | 88,63± 0,11          | 0,651+0,031 −0,029          | 4550± 110            | Khu vực có thể sống được, quỹ đạo rất lệch tâm. |
| OGLE-2018-BLG-1269Lb  | Cung Thủ       | 0,69+0,44 −0,22          |                         | 4383                           | 4,61+1,70 −1,17          |                   | Thấu kính hấp dẫn     | 8300+3000 −2000      | 0,35+0,3 −0,2               |                      | Sự kiện có độ trung thực rất cao |
| Lacaille 9352 b       | Nam Ngư        | 0,0132± 0,0019           |                         | 9,262± 0,001                   | 0,068± 0,002             | 468               | Vận tốc xuyên tâm     | 10,721± 0,002        | 0,468± 0,012                | 3688± 86             | [ 77 ] |
| Lacaille 9352 c       | Nam Ngư        | 0,0234± 0,0038           |                         | 21,789+0,004 −0,005            | 0,120± 0,004             | 352               | Vận tốc xuyên tâm     | 10,721± 0,002        | 0,468± 0,012                | 3688± 86             | [ 77 ] |
| HAT-P-58b             | Lộc Báo        | 0,372± 0,03              | 1,332± 0,043            | 4,0138379± 0,0000024           | 0,04994± 0,00044         | 1622± 18          | Quá cảnh              | 1690± 40             | 1,031± 0,028                | 6078± 48             | [ 78 ] |
| HAT-P-59b             | Thiên Long     | 1,540± 0,067             | 1,123± 0,013            | 4,1419771± 0,0000012           | 0,05064± 0,00037         | 1278± 7           | Quá cảnh              | 871± 4               | 1,008± 0,022                | 5678± 16             | [ 78 ] |
| HAT-P-60b             | Anh Tiên       | 0,574± 0,038             | 1,631± 0,024            | 4,7947813± 0,0000024           | 0,06277± 0,00017         | 1772± 12          | Quá cảnh              | 767± 7               | 1,435± 0,012                | 6212± 26             | [ 78 ] |
| HAT-P-61b             | Ngự Phu        | 1,057± 0,07              | 0,899± 0,027            | 1,90231289± 0,00000077         | 0,03010± 0,00034         | 1505± 16          | Quá cảnh              | 1120± 20             | 1,004± 0,012                | 5587± 45             | [ 78 ] |
| HAT-P-62b             | Ngự Phu        | 0,761± 0,088             | 1,073± 0,029            | 2,6453235± 0,0000039           | 0,03772± 0,00024         | 1512± 13          | Quá cảnh              | 1150± 20             | 1,023± 0,020                | 5629± 48             | [ 78 ] |
| HAT-P-63b             | Xà Phu         | 0,614± 0,024             | 1,119± 0,033            | 3,377728± 0,000013             | 0,04294± 0,00035         | 1237± 11          | Quá cảnh              | 1330± 20             | 0,925± 0,023                | 5400+55 −39          | [ 78 ] |
| HAT-P-64b             | Kim Ngưu       | 0,58+0,18 −0,13          | 1,703± 0,07             | 4,0072320± 0,0000017           | 0,05387± 0,00030         | 1766+22 −16       | Quá cảnh              | 2135± 20             | 1,298± 0,021                | 6457+55 −36          | [ 78 ] |
| TOI-1899 b            | Thiên Nga      | 0,66± 0,07               | 1,37+0,05 −0,06         | 29,02+0,36 −0,23               | 0,1587+0,067 −0,075      | 362± 7            | Quá cảnh              | 419± 1               | 0,627+0,026 −0,028          | 3841+54 −45          | [ 79 ] |
| HATS-37A b            | Trường Xà      | 0,099± 0,042             | 0,606± 0,016            | 4,3315                         | 0,1587+0,067 −0,075      | 1085+16 −12       | Quá cảnh              | 695                  | 0,843+0,017 −0,012          | 5247± 50             | Sao lùn đỏ |
| HATS-38 b             | Trường Xà      | 0,074± 0,011             | 0,614± 0,0176           | 4,3750                         | 0,1587+0,067 −0,075      | 1294± 10          | Quá cảnh              | 1131                 | 0,890+0,016 −0,012          | 5740± 50             | [ 80 ] |
| TYC 8998-760-1 c      | Thương Dăng    | 6± 1                     | 1,1+0,6 −0,3            |                                | 320                      | 1240+160 −170     | Hình ảnh trực tiếp    | 309,4± 0,9           |                             | 4783                 | [ 81 ] |
| HD 86226 c            | Trường Xà      | 0,023± 0,004             | 0,193± 0,007            | 3,98442± 0,00018               | 0,049± 0,001             | 1311± 28          | Quá cảnh              | 149                  | 1,019+0,061 −0,066          | 5863± 88             | [ 82 ] |
| Gliese 2056 b         | Đại Hùng       | 0,444± 0,053             |                         | 69,971± 0,061                  | 0,283± 0,0013            |                   | Vận tốc xuyên tâm     | 92,8                 | 0,62± 0,08                  |                      | Khu vực có thể sống được |
| Gliese 480 b          | Xử Nữ          | 0,042± 0,005             |                         | 9,567± 0,005                   | 0,068± 0,001             |                   | Vận tốc xuyên tâm     | 46,4                 | 0,45± 0,02                  |                      | [ 83 ] |
| Gliese 687 c          | Thiên Long     | 0,050± 0,013             |                         | 728± 12                        | 1,165± 0,023             |                   | Vận tốc xuyên tâm     | 14,83                | 0,40± 0,02                  |                      | Hành tinh cỡ Sao Hải Vương thứ hai được phát hiện trong danh sách này                                                                                               |
| HIP 107772 b          | Thiên Hạc      | 0,049+0,014 −0,030       |                         | 55,259+0,111 −0,311            | 0,243+0,022 −0,027       |                   | Vận tốc xuyên tâm     | 77,1                 | 0,63± 0,08                  |                      | Khu vực có thể sống được |
| HIP 38594 b           | Thuyền Vĩ      | 0,026+0,012 −0,014       |                         | 60,711+0,426 −0,192            | 0,256+0,006 −0,007       |                   | Vận tốc xuyên tâm     | 58,0                 | 0,61± 0,02                  |                      | Khu vực có thể sống được |
| HIP 38594 c           | Thuyền Vĩ      | 0,135+0,077 −0,035       |                         | 3525+541 −572                  | 3,842+0,399 −0,441       |                   | Vận tốc xuyên tâm     | 58,0                 | 0,61± 0,02                  |                      | [ 83 ] |
| HIP 4845 b            | Kình Ngư       | 0,053+0,016 −0,028       |                         | 34,151+0,17 −0,09              | 0,177+0,016 −0,020       |                   | Vận tốc xuyên tâm     | 68,8                 | 0,62± 0,04                  |                      | [ 83 ] |
| HIP 48714 b           | Đại Hùng       | 0,071+0,023 −0,020       |                         | 17,819+0,004 −0,009            | 0,112± 0,003             |                   | Vận tốc xuyên tâm     | 34,3                 | 0,58± 0,02                  |                      | [ 83 ] |
| TOI 824 b             | Viên Quy       | 0,058± 0,006             | 0,261+0,018 −0,017      | 1,392978+0,000018 −0,000017    | 0,02177± 0,00032         | 1253+38 −37       | Quá cảnh              | 208                  | 0,69+0,009 −0,007           | 4569± 50             | Hành tinh thuộc Sa mạc Sao Hải Vương |
| Proxima Centauri c    | Bán Nhân Mã    | 0,0179± 0,006            |                         | 1928± 20                       | 1,489± 0,049             | 39+16 −18         | Vận tốc xuyên tâm     | 4,244± 0,001         | 0,1221± 0,0022              | 3042± 117            | Hành tinh thứ hai được phát hiện quay quanh ngôi sao gần nhất với Hệ Mặt trời                                                                                       |
| TOI-763 b             | Bán Nhân Mã    | 0,031± 0,002             | 0,203± 0,010            | 5,6057± 0,0013                 | 0,0600± 0,0006           | 1038± 16          | Quá cảnh              | 311                  | 0,917± 0,028                | 5444± 110            | [ 86 ] |
| TOI-763 c             | Bán Nhân Mã    | 0,029± 0,003             | 0,235± 0,011            | 12,2737+0,0053 −0,0077         | 0,1011± 0,0010           | 800± 12           | Quá cảnh              | 311                  | 0,917± 0,028                | 5444± 110            | [ 86 ] |
| TOI-763 d             | Bán Nhân Mã    | 0,030± 0,005             |                         | 47,7991± 2,7399                | 0,2504+0,0093 −0,0105    | 509± 12           | Vận tốc xuyên tâm     | 311                  | 0,917± 0,028                | 5444± 110            | [ 86 ] |
| MOA-2007-BLG-400      | Cung Thủ       | 1,71± 0,27               |                         |                                | 0,6-7,2                  |                   | Thấu kính hấp dẫn     | 22500± 2500          | 0,69± 0,04                  |                      | [ 87 ] |
| TOI-561 b             | Vũ Tiên        | 0,0050± 0,0011           | 0,127± 0,006            | 0,446578± 0,000017             | 0,01055± 0,00008         |                   | Quá cảnh              | 279,2± 1,6           | 0,785± 0,018                | 5455+65 −47          | [ 88 ] [ 89 ] |
| TOI-561 c             | Vũ Tiên        | 0,017± 0,003             | 0,257± 0,009            | 10,779± 0,004                  | 0,08809± 0,0007          |                   | Quá cảnh              | 279,2± 1,6           | 0,785± 0,018                | 5455+65 −47          | [ 88 ] [ 89 ] |
| TOI-561 d             | Vũ Tiên        | 0,038± 0,004             | 0,226± 0,011            | 25,62± 0,04                    | 0,1569± 0,0012           |                   | Quá cảnh              | 279,2± 1,6           | 0,785± 0,018                | 5455+65 −47          | [ 88 ] [ 89 ] |
| TOI-561 e             | Vũ Tiên        | 0,050± 0,007             | 0,238± 0,010            | 77,23± 0,39                    | 0,3274+0,0028 −0,0027    |                   | Quá cảnh              | 279,2± 1,6           | 0,785± 0,018                | 5455+65 −47          | [ 88 ] |
| TOI-1266 b            | Thiên Long     | 0,042+0,035 −0,028       | 0,212+0,014 −0,011      | 10,894843+0,000067 −0,000066   | 0,0736+0,0016 −0,0017    | 413± 20           | Quá cảnh              | 117,5± 0,1           | 0,48± 0,1                   | 3570± 100            | [ 90 ] |
| TOI-1266 c            | Thiên Long     | 0,007+0,006 −0,005       | 0,139+0,013 −0,012      | 18,80151+0,00067 −0,00069      | 0,1058+0,0023 −0,0024    | 344± 16           | Quá cảnh              | 117,5± 0,1           | 0,48± 0,1                   | 3570± 100            | [ 90 ] |
| Gl 414 A b            | Đại Hùng       | 0,029+0,010 −0,008       | 0,263+0,099 −0,081      | 50,817+0,031 −0,03             | 0,24± 0,01               | 303,7± 32,5       | Vận tốc xuyên tâm     | 38,8                 | 0,650± 0,08                 | 4120± 109            | Hành tinh quay xung quanh ngôi sao chính của hệ sao đôi |
| Gl 414 A c            | Đại Hùng       | 0,177+0,033 −0,031       | 0,784+0,360 −0,238      | 748,3+1,3 −1,2                 | 1,43± 0,06               | 123,3± 13,2       | Vận tốc xuyên tâm     | 38,8                 | 0,650± 0,08                 | 4120± 109            | Hành tinh quay xung quanh ngôi sao chính của hệ sao đôi |
| TOI 837 b             | Thuyền Để      | <1,2                     | 0,768+0,091 −0,072      | 8,3248762± 0,0000157           |                          |                   | Quá cảnh              | 466,5± 1,2           | 1,118± 0,059                | 6047± 162            | Thuộc cụm sao mở IC 2602 |
| TOI-776 b             | Bán Nhân Mã    | 0,0147± 0,0031           | 0,163± 0,010            | 8,24664+0,00009 −0,00006       | 0,0652± 0,0011           | 513± 12           | Quá cảnh              | 88,6± 0,1            | 0,544± 0,028                | 3709± 70             | [ 93 ] |
| TOI-776 c             | Bán Nhân Mã    | 0,0192± 0,0047           | 0,184± 0,012            | 15,6653+0,0008 −0,0007         | 0,1000± 0,0017           | 415± 10           | Quá cảnh              | 88,6± 0,1            | 0,544± 0,028                | 3709± 70             | [ 93 ] |
| MOA-2009-BLG-319Lb    | Cung Thủ       | 0,2077± 0,0255           |                         |                                | 2,03± 0,21               |                   | Thấu kính hấp dẫn     | 22800± 2300          | 0,514± 0,063                |                      | [ 94 ] |
| TOI-481 b             | Thuyền Để      | 1,53± 0,03               | 0,99± 0,01              | 10,33111± 0,00002              | 0,097± 0,001             | 1370± 10          | Quá cảnh              | 587                  | 1,14+0,02 −0,01             | 5735± 72             | [ 95 ] |
| TOI-892 b             | Thiên Thố      | 0,95± 0,07               | 1,07± 0,02              | 10,62656± 0,00007              | 0,092± 0,005             | 1397± 40          | Quá cảnh              | 1120                 | 1,28+0,03 −0,02             | 6261± 80             | [ 95 ] |
| GJ 3473 b             | Tiểu Khuyển    | 0,0059± 0,0009           | 0,113± 0,004            | 1,1980035+0,0000018 −0,0000019 | 0,01589± 0,00062         | 773+16 −15        | Quá cảnh              | 89,29± 0,13          | 0,360± 0,016                | 3347± 54             | Còn được gọi là TOI-488 b |
| GJ 3473 c             | Tiểu Khuyển    | 0,0233+0,0029 −0,0027    |                         | 15,509± 0,033                  | 0,0876+0,0035 −0,0034    | 329,1+6,6 −6,4    | Vận tốc xuyên tâm     | 89,29± 0,13          | 0,360± 0,016                | 3347± 54             | Còn được gọi là TOI-488 c |
| NGTS-12b              | Trường Xà      | 0,208± 0,022             | 1,048± 0,032            | 7,532806± 0,000048             | 0,0757± 0,0014           | 1257± 34          | Quá cảnh              | 1474± 25             | 1,021+0,056 −0,049          | 5690± 130            | [ 97 ] |
| OGLE-2016-BLG-1928    | Vũ Tiên        | 0,001                    |                         |                                | n/a                      |                   | Thấu kính hấp dẫn     | 30000                | n/a                         | n/a                  | Hành tinh lang thang |
| LTT 9779 b            | Ngọc Phu       | 0,092± 0,003             | 0,421± 0,021            | 0,792054± 0,000014             | 0,01679± 0,0014          | 2000              | Quá cảnh              | 262,8± 1,0           | 1,02+0,02 −0,03             | 5499± 50             | Hành tinh thuộc Sa mạc Sao Hải Vương |
| TOI 540 b             | Hội Giá        |                          | 0,081± 0,005            | 1,2391491± 0,0000017           | 0,01223± 0,00036         | 611± 23           | Quá cảnh              | 45,67± 0,29          | 0,159± 0,014                | 3216± 83             | [ 100 ] |
| HD 238090 b           | Đại Hùng       | 0,0217+0,0029 −0,0030    |                         | 13,671+0,011 −0,010            | 0,0932± 0,0011           | 469,6+2,3 −2,6    | Vận tốc xuyên tâm     | 49,68± 0,03          | 0,578± 0,021                | 3933± 51             | Quay quanh ngôi sao chính trong hệ sao đôi Gliese 458 |
| TIC 237913194b        | Thủy Xà        | 1,942+0,092 −0,091       | 1,117+0,054 −0,047      | 15,168865± 0,000018            | 0,1207± 0,0037           | 974               | Quá cảnh              | 1009± 6              | 1,026+0,057 −0,055          | 5788± 80             | Quỹ đạo rất lệch tâm |
| EPIC 201170410 b      | Sư Tử          |                          | 0,09341                 | 6,7987                         | 0,0349                   |                   | Quá cảnh              | 437+149 −130         | 0,287+0,101 −0,084          | 3648+172 −143        | [ 103 ] |
| EPIC 201757695 b      | Sư Tử          |                          | 0,08101                 | 2,0478                         | 0,0296                   |                   | Quá cảnh              | 1880± 110            | 0,727+0,044 −0,053          | 4520+108 −54         | [ 103 ] |
| OGLE-2018-BLG-0799Lb  | Cung Thủ       | 0,22+0,19 −0,06          |                         |                                | 1,27+0,45 −0,29          |                   | Thấu kính hấp dẫn     | 16000                | 0,08+0,08 −0,02             |                      | [ 104 ] |
| WD 1856 b             | Thiên Long     | 13,8                     | 0,93± 0,09              | 1,4079405± 0,0000011           | 0,0204± 0,0012           |                   | Quá cảnh              | 80,737± 0,144        | 0,518± 0,055                | 4710± 60             | Quay quanh một ngôi sao lùn trắng |
| TOI-954 b             | Ba Giang       | 0,174+0,018 −0,017       | 0,852+0,053 −0,062      | 3,6849729+0,0000027 −0,0000028 | 0,04963+0,00089 −0,00090 | 1526+123 −164     | Quá cảnh              | 768,5± 8,3           | 1,201+0,066 −0,064          | 5710+53 −49          | [ 106 ] |
| EPIC 246193072 b      | Bảo Bình       | 0,260+0,020 −0,022       | 0,774+0,026 −0,024      | 12,4551225± 0,0000031          | 0,1016+0,0018 −0,0019    | 650+53 −70        | Quá cảnh              | 760± 9               | 0,912+0,048 −0,049          | 5282+40 −39          | [ 106 ] |
| WASP-186 b            | Song Ngư       | 4,22± 0,18               | 1,11± 0,03              | 5,026799+0,000012 −0,000014    | 0,0600+0,0012 −0,0013    | 1348+23 −22       | Quá cảnh              | 913± 11              | 1,22+0,07 −0,08             | 6361+105 −82         | Còn được gọi là TOI-1494 |
| WASP-187 b            | Song Ngư       | 0,80± 0,09               | 1,64± 0,05              | 5,147878+0,000005 −0,000009    | 0,0653± 0,0013           | 1726+31 −2        | Quá cảnh              | 1224± 21             | 1,54± 0,09                  | 6150+92 −85          | Còn được gọi là TOI-1493 |
| TOI 122b              | Đỗ Quyên       | 0,028+0,029 −0,010       | 0,243± 0,016            | 5,078030± 0,000015             | 0,0392± 0,0007           | 471               | Quá cảnh              | 202,9± 0,7           | 0,312± 0,007                | 3403± 100            | [ 108 ] |
| TOI 237b              | Ngọc Phu       | 0,009+0,006 −0,003       | 0,128± 0,011            | 5,436098± 0,000039             | 0,0341± 0,0010           | 388               | Quá cảnh              | 124,2± 0,7           | 0,179± 0,004                | 3212± 100            | [ 108 ] |
| HAT-P-68b             | Song Tử        | 0,724± 0,043             | 1,072± 0,012            | 2,29840551± 0,00000052         | 0,02996+0,00043 −0,00012 | 1027,8± 8,2       | Quá cảnh              | 662± 3               | 0,6785+0,0299 −0,0079       | 4514± 50             | [ 109 ] |
| LP 714-47 b           | Ba Giang       | 0,097± 0,005             | 0,420± 0,027            | 4,052037± 0,000004             | 0,0417± 0,0005           | 700+19 −24        | Quá cảnh              | 171,8± 0,4           | 0,59± 0,02                  | 3950± 51             | Sao chủ được biết đến là G 160-62 hoặc TOI 442, hành tinh trong Sa mạc Sao Hải Vương                                                                                |
| CFHTWIR-Oph 98 B      | Xà Phu         | 7,8+0,7 −0,8             | 1,86± 0,04              |                                | 200                      | 1800± 40          | Hình ảnh trực tiếp    | 447± 13              | 0,015                       | 2320± 40             | Hành tinh Siêu Sao Mộc rất trẻ quay xung quanh một sao lùn nâu là 2MASS J16274422-2358521                                                                           |
| HD 190007 b           | Thiên Ưng      | 0,052± 0,005             |                         | 11,72                          |                          |                   | Vận tốc xuyên tâm     | 41,47± 0,03          | 0,77± 0,02                  | 4610± 20             | [ 112 ] |
| HD 216520 b           | Tiên Vương     | 0,032± 0,003             |                         | 35,45                          |                          |                   | Vận tốc xuyên tâm     | 63,77± 0,03          | 0,82± 0,04                  | 5103± 20             | [ 112 ] |
| HD 216520 c           | Tiên Vương     | 0,030± 0,005             |                         | 154,43                         |                          |                   | Vận tốc xuyên tâm     | 63,77± 0,03          | 0,82± 0,04                  | 5103± 20             | [ 112 ] |
| TOI-519 b             | Thuyền Vĩ      | <14                      | 0,75± 0,21              | 1,2652328± 0,0000005           | 0,012± 0,004             | 760± 54           | Quá cảnh              | 378± 3               | 0,369+0,026 −0,097          | 3350+100 −200        | Ngôi sao chủ rất mờ |
| TOI-260 b             | Kình Ngư       | 0,009+0,013 −0,009       | 0,157± 0,027            | 13,478048± 0,005188            |                          |                   | Quá cảnh              | 65,84± 0,07          |                             |                      | Ngôi sao chủ còn được gọi là HIP 1532 và BD-10 47 |
| TOI-784 b             | Thuyền Để      | 0,031± 0,004             | 0,171± 0,015            | 2,797179± 0,000158             |                          |                   | Quá cảnh              | 211± 0,4             |                             |                      | Ngôi sao chủ còn được gọi là HD 307842 |
| TOI-836 b             | Thiên Bình     | 0,047± 0,011             | 0,224± 0,029            | 8,592004± 0,002328             |                          |                   | Quá cảnh              | 89,73± 0,10          |                             |                      | Ngôi sao chủ còn được gọi là HIP 73427 và CD-23 12010 |
| TOI-836 c             | Thiên Bình     | 0,018± 0,004             | 0,162± 0,024            | 3,816514± 0,000757             |                          |                   | Quá cảnh              | 89,73± 0,10          |                             |                      | Ngôi sao chủ còn được gọi là HIP 73427 và CD-23 12010 |
| EPIC 201085153 b      | Xử Nữ          |                          | 0,214± 0,089            | 0,25722± 0,000039              |                          |                   | Quá cảnh              |                      |                             | 3945± 386            | Quỹ đạo cực kỳ chặt chẽ |
| EPIC 201085153 c      | Xử Nữ          |                          | 0,125+0,179 −0,125      | 2,259797± 0,0008               |                          |                   | Quá cảnh              |                      |                             | 3945± 386            | [ 115 ] |
| EPIC 201427007 b      | Xử Nữ          |                          | 0,134± 0,018            | 0,72091± 0,000067              |                          |                   | Quá cảnh              |                      |                             | 5633± 111            | [ 115 ] |
| EPIC 201595106 b      | Xử Nữ          |                          | 0,116± 0,009            | 0,877214± 0,000087             |                          |                   | Quá cảnh              | 762± 9               |                             | 5820± 20             | Ứng cử viên kể từ 2018 |
| EPIC 201650711 c      | Sư Tử          |                          | 0,036± 0,007            | 5,544059± 0,00016              |                          |                   | Quá cảnh              | 298,8± 1,7           |                             | 4310± 92             | Hệ sao bậc ba và hành tinh b chưa được xác nhận |
| EPIC 205152172 b      | Thiên Yết      |                          | 0,107± 0,018            | 0,980088± 0,000026             |                          |                   | Quá cảnh              | 517± 2               | 0,669± 0,016                | 4202± 242            | Ứng cử viên kể từ 2016 |
| K2-299c               | Xử Nữ          |                          | 0,223± 0,080            | 14,648966± 0,000031            |                          |                   | Quá cảnh              | 1219± 16             |                             | 5724± 72             | Cũng được biết đến là EPIC 206024342 p2 |
| K2-299d               | Xử Nữ          |                          | 0,152± 0,054            | 4,507464± 0,0000077            |                          |                   | Quá cảnh              | 1219± 16             |                             | 5724± 72             | Cũng được biết đến là EPIC 206024342 p3 |
| K2-301c               | Bảo Bình       |                          | 0,152± 0,018            | 5,2986± 0,00035                |                          |                   | Quá cảnh              | 1491± 45             |                             | 4114± 99             | Cũng được biết đến là EPIC 206042996 p2 |
| TOI-251b              | Ngọc Phu       |                          | 0,245± 0,016            | 4,937770+0,000028 −0,000029    | 0,05741+0,00023 −0,00017 |                   | Quá cảnh              | 324,4± 1,4           | 1,036+0,013 −0,009          | 5875+100 −190        | [ 116 ] |
| TOI-942b              | Thiên Thố      |                          | 0,429± 0,018            | 4,324190± 0,00003              | 0,04796+0,00073 −0,00065 |                   | Quá cảnh              | 498± 2               | 0,788+0,037 −0,031          | 4928+125 −85         | Sao chủ là TYC 5909-319-1 |
| TOI-942c              | Thiên Thố      |                          | 0,517+0,017 −0,016      | 10,156430+0,000069 −0,000079   | 0,0847+0,0012 −0,0011    |                   | Quá cảnh              | 498± 2               | 0,788+0,037 −0,031          | 4928+125 −85         | Sao chủ là TYC 5909-319-1 |
| K2-302c               | Bảo Bình       |                          | 0,089± 0,009            | 2,255438± 0,000037             |                          |                   | Quá cảnh              | 359,3± 3,5           |                             | 3297± 73             | Cũng được biết đến là EPIC 206215704 p2 |
| K2-302d               | Bảo Bình       |                          | 0,098± 0,009            | 2,909216± 0,000032             |                          |                   | Quá cảnh              | 359,3± 3,5           |                             | 3297± 73             | Cũng được biết đến là EPIC 206215704 p3 |
| EPIC 206298289 b      | Bảo Bình       |                          | 0,078± 0,009            | 0,434847± 0,000022             |                          |                   | Quá cảnh              | 492± 6               |                             | 3875± 157            | Ứng cử viên kể từ 2016 |
| K2-85 b               | Kim Ngưu       |                          | 0,107± 0,009            | 0,684559± 0,000026             |                          |                   | Quá cảnh              | 317,8± 1,2           |                             | 4427± 48             | Cũng được biết đến là EPIC 210707130 p1 |
| EPIC 210801536 b      | Kim Ngưu       |                          | 0,088± 0,027            | 0,892592± 0,00012              |                          |                   | Quá cảnh              |                      |                             | 5304± 259            | Ứng cử viên kể từ 2019, thêm một hành tinh ứng cử viên trong hệ |
| EPIC 212624936 b      | Xử Nữ          |                          | 0,517+0,098 −0,027      | 0,578657± 0,000066             |                          |                   | Quá cảnh              |                      |                             | 5765± 170            | Sao chủ là TYC 5557-667-1 |
| EPIC 212624936 c      | Xử Nữ          |                          | 0,214+0,098 −0,057      | 11,811437± 0,00016             |                          |                   | Quá cảnh              |                      |                             | 5765± 170            | Sao chủ là TYC 5557-667-1 |
| K2-211c               | Kình Ngư       |                          | 0,116± 0,018            | 2,601404± 0,000072             |                          |                   | Quá cảnh              | 895± 14              | 0,882+0,019 −0,027          | 5360± 51             | [ 115 ] |
| EPIC 220272424 b      |                |                          | 0,074± 0,018            | 0,659967± 0,0001               |                          |                   | Quá cảnh              |                      |                             | 4183± 128            | [ 115 ] |
| Kepler-1649c          | Thiên Nga      | 0,0038                   | 0,095+0,014 −0,010      | 19,53527± 0,00010              | 0,0649                   | 234± 20           | Quá cảnh              | 301,6± 1,6           | 0,1977± 0,0051              | 3240± 61             | Vùng có thể sống được, ngoại hành tinh giống Trái Đất |
| Kepler-305e           | Thiên Nga      |                          | 0,160                   | 3,20538                        |                          |                   | Quá cảnh              | 2900± 90             |                             |                      | [ 119 ] |
| Kepler-385d           | Thiên Nga      |                          | 0,233                   | 56,4159                        |                          |                   | Quá cảnh              | 4870± 160            |                             |                      | [ 119 ] |
| Kepler-598c           | Thiên Nga      |                          | 0,270                   | 86,4945                        |                          |                   | Quá cảnh              | 2260± 40             |                             |                      | FPP=1.0% |
| Kepler-647c           | Thiên Nga      |                          | 0,357                   | 29,6663                        |                          |                   | Quá cảnh              | 3660± 70             |                             |                      | [ 119 ] |
| Kepler-716c           | Thiên Cầm      |                          | 0,124                   | 3,96999                        |                          |                   | Quá cảnh              | 2110± 30             |                             |                      | FPP=0.6% |
| Kepler-783c           | Thiên Nga      |                          | 0,208                   | 7,05395                        |                          |                   | Quá cảnh              | 1707± 15             |                             |                      | [ 119 ] |
| Kepler-1001c          | Thiên Long     |                          | 0,140                   | 9,18186                        |                          |                   | Quá cảnh              | 3110± 80             |                             |                      | [ 119 ] |
| Kepler-1085c          | Thiên Cầm      |                          | 0,291                   | 56,7771                        |                          |                   | Quá cảnh              | 4630± 150            |                             |                      | [ 119 ] |
| Kepler-1662b          | Thiên Nga      | 0,223                    | 0,790                   | 134,4628                       |                          |                   | Quá cảnh              |                      |                             |                      | Host star also known as KOI-1783 |
| Kepler-1663b          | Thiên Nga      |                          | 0,294                   | 17,6046                        |                          |                   | Quá cảnh              | 1112± 11             |                             |                      | Sao chủ được gọi là KOI-252 |
| Kepler-1664b          | Thiên Long     |                          | 0,270                   | 14,3868                        |                          |                   | Quá cảnh              |                      |                             |                      | Sao chủ được gọi là KOI-349 |
| Kepler-1665b          | Thiên Cầm      |                          | 0,253                   | 11,9548                        |                          |                   | Quá cảnh              | 1104± 5              |                             |                      | Sao chủ được gọi là KOI-650 |
| Kepler-1666b          | Thiên Nga      |                          | 0,257                   | 25,8476                        |                          |                   | Quá cảnh              | 4680± 190            |                             |                      | Sao chủ được gọi là KOI-945 |
| Kepler-1666c          | Thiên Nga      |                          | 0,257                   | 25,8476                        |                          |                   | Quá cảnh              | 4680± 190            |                             |                      | Sao chủ được gọi là KOI-945 |
| Kepler-1667b          | Thiên Long     |                          | 0,266                   | 83,5781                        |                          |                   | Quá cảnh              | 2080± 20             |                             |                      | Sao chủ được gọi là KOI-1311 |
| Kepler-1668b          | Thiên Nga      |                          | 0,388                   | 15,434                         |                          |                   | Quá cảnh              | 4500± 200            |                             |                      | Sao chủ được gọi là KOI-1470 |
| Kepler-1669b          | Thiên Nga      |                          | 0,248                   | 9,51216                        |                          |                   | Quá cảnh              | 1800± 40             |                             |                      | Sao chủ được gọi là KOI-1475 |
| Kepler-1670b          | Thiên Cầm      |                          | 0,299                   | 20,4998                        |                          |                   | Quá cảnh              | 7200± 400            |                             |                      | Sao chủ được gọi là KOI-1705 |
| Kepler-1671b          | Thiên Cầm      |                          | 0,118                   | 4,16787                        |                          |                   | Quá cảnh              | 1176± 7              |                             |                      | Sao chủ được gọi là KOI-1738 |
| Kepler-1672b          | Thiên Nga      |                          | 0,265                   | 150,878                        |                          |                   | Quá cảnh              | 1189± 14             |                             |                      | Sao chủ được gọi là KOI-1822 |
| Kepler-1673b          | Thiên Long     |                          | 0,262                   | 33,7888                        |                          |                   | Quá cảnh              | 2420± 20             |                             |                      | Sao chủ được gọi là KOI-1863 |
| Kepler-1674b          | Thiên Nga      |                          | 0,286                   | 62,5611                        |                          |                   | Quá cảnh              | 3400± 100            |                             |                      | Sao chủ được gọi là KOI-1892 |
| Kepler-1675b          | Thiên Cầm      |                          | 0,279                   | 63,0382                        |                          |                   | Quá cảnh              | 2163± 19             |                             |                      | Sao chủ được gọi là KOI-1928 |
| Kepler-1676b          | Thiên Cầm      |                          | 0,301                   | 29,9221                        |                          |                   | Quá cảnh              |                      |                             |                      | Sao chủ được gọi là KOI-1943 |
| Kepler-1677b          | Thiên Nga      |                          | 0,241                   | 22,064                         |                          |                   | Quá cảnh              | 2250± 30             |                             |                      | Sao chủ được gọi là KOI-1984, FPP=0.6% |
| Kepler-1678b          | Thiên Nga      |                          | 0,295                   | 147,974                        |                          |                   | Quá cảnh              | 2830± 70             |                             |                      | Sao chủ được gọi là KOI-2066, FPP=0.5% |
| Kepler-1679b          | Thiên Nga      |                          | 0,184                   | 9,75376                        |                          |                   | Quá cảnh              | 3040± 100            |                             |                      | Sao chủ được gọi là KOI-2106 |
| Kepler-1680b          | Thiên Nga      |                          | 0,121                   | 8,77424                        |                          |                   | Quá cảnh              | 1020± 5              |                             |                      | Sao chủ được gọi là KOI-2120 |
| Kepler-1681b          | Thiên Nga      |                          | 0,2227                  | 69,8956                        |                          |                   | Quá cảnh              | 2100± 300            |                             |                      | Host star also known as KOI-2132 |
| Kepler-1682b          | Thiên Nga      |                          | 0,257                   | 14,8334                        |                          |                   | Quá cảnh              | 3900± 160            |                             |                      | Sao chủ được gọi là KOI-2229 |
| Kepler-1683b          | Thiên Nga      |                          | 0,167                   | 15,0337                        |                          |                   | Quá cảnh              | 2440± 50             |                             |                      | Sao chủ được gọi là KOI-2293 |
| Kepler-1684b          | Thiên Nga      |                          | 0,256                   | 47,7055                        |                          |                   | Quá cảnh              | 2060± 40             |                             |                      | Sao chủ được gọi là KOI-2417 |
| Kepler-1685b          | Thiên Nga      |                          | 0,230                   | 20,4905                        |                          |                   | Quá cảnh              | 3840± 150            |                             |                      | Sao chủ được gọi là KOI-2504 |
| Kepler-1686b          | Thiên Cầm      |                          | 0,127                   | 9,30987                        |                          |                   | Quá cảnh              | 2430± 30             |                             |                      | Sao chủ được gọi là KOI-2559 |
| Kepler-1687b          | Thiên Nga      |                          | 0,147                   | 5,77954                        |                          |                   | Quá cảnh              | 1375± 17             |                             |                      | Sao chủ được gọi là KOI-2588 |
| Kepler-1688b          | Thiên Cầm      |                          | 0,112                   | 5,62012                        |                          |                   | Quá cảnh              | 1850± 380            |                             |                      | Sao chủ được gọi là KOI-2733 |
| Kepler-1689b          | Thiên Cầm      |                          | 0,084                   | 8,483                          |                          |                   | Quá cảnh              | 967± 5               |                             |                      | Sao chủ được gọi là KOI-2755 |
| Kepler-1690b          | Thiên Cầm      |                          | 0,250                   | 234,636                        |                          |                   | Quá cảnh              | 2340± 30             |                             |                      | Sao chủ được gọi là KOI-2757 |
| Kepler-1691b          | Thiên Cầm      |                          | 0,163                   | 3,8482                         |                          |                   | Quá cảnh              | 4290± 110            |                             |                      | Sao chủ được gọi là KOI-2802 |
| Kepler-1692b          | Thiên Cầm      |                          | 0,099                   | 5,95966                        |                          |                   | Quá cảnh              | 1960± 20             |                             |                      | Sao chủ được gọi là KOI-2849 |
| Kepler-1693b          | Thiên Nga      |                          | 0,115                   | 12,0999                        |                          |                   | Quá cảnh              | 2530± 50             |                             |                      | Sao chủ được gọi là KOI-2871 |
| Kepler-1694b          | Thiên Nga      |                          | 0,105                   | 3,89526                        |                          |                   | Quá cảnh              | 1698± 16             |                             |                      | Sao chủ được gọi là KOI-2878, FPP=0.6% |
| Kepler-1695b          | Thiên Nga      |                          | 0,099                   | 4,7329                         |                          |                   | Quá cảnh              | 2640± 40             |                             |                      | Sao chủ được gọi là KOI-3048, FPP=0.5% |
| Kepler-1696b          | Thiên Nga      |                          | 0,250                   | 65,9409                        |                          |                   | Quá cảnh              | 5100± 200            |                             |                      | Sao chủ được gọi là KOI-3361 |
| Kepler-1697b          | Thiên Cầm      |                          | 0,112                   | 33,4969                        |                          |                   | Quá cảnh              | 813± 2               |                             |                      | Sao chủ được gọi là KOI-3478 |
| Kepler-1698b          | Thiên Nga      |                          | 0,095                   | 1,2107                         |                          |                   | Quá cảnh              | 729± 3               |                             |                      | Sao chủ được gọi là KOI-3864 |
| Kepler-1699b          | Thiên Nga      |                          | 0,139                   | 3,49082                        |                          |                   | Quá cảnh              |                      |                             |                      | Sao chủ được gọi là KOI-3933 |
| Kepler-1700b          | Thiên Cầm      |                          | 0,259                   | 234,239                        |                          |                   | Quá cảnh              | 2390± 30             |                             |                      | Sao chủ được gọi là KOI-4014, FPP=0.5% |
| Kepler-1701b          | Thiên Cầm      |                          | 0,198                   | 169,134                        |                          |                   | Quá cảnh              | 1940± 20             |                             |                      | Sao chủ được gọi là KOI-4054, ngoại hành tinh tiềm ẩn có sự sống |
| Kepler-1702b          | Thiên Cầm      |                          | 0,143                   | 18,5012                        |                          |                   | Quá cảnh              | 2860± 90             |                             |                      | Sao chủ được gọi là KOI-4386 |